# Jegor Sokolov
Jegor Sokolov, ryska: Егор Соколов, född 7 juni 2000, är en rysk professionell ishockeyforward som är kontrakterad till Ottawa Senators i National Hockey League (NHL) och spelar för Belleville Senators i American Hockey League (AHL).
Han har tidigare spelat för Cape Breton Screaming Eagles i Ligue de hockey junior majeur du Québec (LHJMQ) och Belye Medvedi i Molodjozjnaja chokkejnaja liga (MHL).
Sokolov draftades av Ottawa Senators i andra rundan i 2020 års draft som 61:a spelare totalt.

## Statistik
| 2016–2017    | Belye Medvedi                | MHL          | 15  | 0  | 6  | 6   | 4   | —  | — | — | — | — |
| 2017–2018    | Cape Breton Screaming Eagles | LHJMQ        | 64  | 21 | 21 | 42  | 39  | 5  | 1 | 0 | 1 | 4 |
| 2018–2019    | Cape Breton Screaming Eagles | LHJMQ        | 68  | 30 | 27 | 57  | 24  | 11 | 4 | 3 | 7 | 2 |
| 2019–2020    | Cape Breton Screaming Eagles | LHJMQ        | 52  | 46 | 46 | 92  | 42  | —  | — | — | — | — |
| 2020–2021    | Belleville Senators          | AHL          | 35  | 10 | 15 | 25  | 14  | —  | — | — | — | — |
| 2021–2022    | Ottawa Senators              | NHL          | 8   | 0  | 0  | 0   | 4   | —  | — | — | — | — |
|              | Belleville Senators          | AHL          | 64  | 19 | 31 | 50  | 22  | 2  | 0 | 1 | 1 | 0 |
| 2022–2023    | Ottawa Senators              | NHL          | 5   | 1  | 1  | 2   | 0   | —  | — | — | — | — |
|              | Belleville Senators          | AHL          | 70  | 21 | 38 | 59  | 72  | —  | — | — | — | — |
| NHL totalt   | NHL totalt                   | NHL totalt   | 13  | 1  | 1  | 2   | 4   | —  | — | — | — | — |
| AHL totalt   | AHL totalt                   | AHL totalt   | 169 | 55 | 79 | 134 | 108 | 2  | 0 | 1 | 1 | 0 |
| LHJMQ totalt | LHJMQ totalt                 | LHJMQ totalt | 184 | 97 | 94 | 191 | 105 | 16 | 5 | 3 | 8 | 6 |

### Internationellt
| Källa: Uppdaterad: 2021-11-11 | Källa: Uppdaterad: 2021-11-11 | Källa: Uppdaterad: 2021-11-11 |         | Utv = Utvisningsminuter | Utv = Utvisningsminuter | Utv = Utvisningsminuter | Utv = Utvisningsminuter | Utv = Utvisningsminuter |
| År                            | Lag                           | Mästerskap                    | Matcher | Mål                     | Assists                 | Poäng                   | Utv                     |                         |
| ----------------------------- | ----------------------------- | ----------------------------- | ------- | ----------------------- | ----------------------- | ----------------------- | ----------------------- | ----------------------- |
| 2016                          | Ryssland                      | Ungdoms-OS, vinter            | 6       | 3                       | 2                       | 5                       | 0                       |                         |
| 2017                          | Ryssland                      | Ivan Hlinka                   | 5       | 1                       | 3                       | 4                       | 4                       |                         |
| 2020                          | Ryssland                      | JVM                           | 7       | 3                       | 1                       | 4                       | 16                      |                         |
| Junior totalt                 | Junior totalt                 | Junior totalt                 | 18      | 7                       | 6                       | 13                      | 20                      |                         |